# Josef Genesios
Josef Genesios (grekiska: Γενέσιος), var en bysantinsk historiker.
Genesios tillhörde Konstantin VII:s litterära krets och skrev fyra böcker Konungahistorier omfattande tiden 813–867. Genesios tillång till skriftliga och muntliga källor gör hans historia värdefull. Hans strävan efter att försvara makedonska dynastins rätt till tronen är påtaglig. Genesios språk bildar en övergång mellan föregående århundrades barbariserade kyrkliga grekiska och den uppväxande klassicismen. Hans historia utgav av Karl Lachmann i Corpus scirpotorum historiae byzantinae 1834, en ny textkritisk utgåva utkom på 1930-talet.